# Liste der Bodendenkmale in Adendorf
In der Liste der Bodendenkmale in Adendorf sind alle Bodendenkmale der niedersächsischen Gemeinde Adendorf aufgelistet. Die Quelle ist der Denkmalatlas Niedersachsen. Der Stand der Liste ist der 4. August 2024.

## Allgemein
In den Spalten finden sich folgende Informationen des Bodendenkmales :
- Lage        : geographische Koordinaten
- Bezeichnung : Bezeichnung lt. Denkmalatlas
- Beschreibung: Beschreibung lt. Denkmalatlas
- ID          : Objekt-ID
- Bild        : Bild, ggf. zusätzlich mit Link zu weiteren Fotos im Medienarchiv Wikimedia Commons.

## Adendorf
| Lage                         | Bezeichnung            | Beschreibung | ID       | Bild |
| ---------------------------- | ---------------------- | --- | -------- | ---- |
| 53° 16′ 42″ N, 10° 26′ 22″ O | Adendorf 9, Grabhügel  | Ehemals rund. Durch Abgrabung des Westnordwest-Teils beim Straßenbau jetzt oval. L. (N - S) 23 m; Br. 16 m; H. 1,6 m. Kuppe abgeflacht, West-Rand steil geböscht. | 28931406 | BW   |
| 53° 18′ 1″ N, 10° 26′ 10″ O  | Adendorf 19, Grabhügel | Fast rund, Dm. 17 m; H. 1,3 m. Von Pflanzfurchen überzogen. | 28931408 | BW   |
| 53° 18′ 3″ N, 10° 26′ 10″ O  | Adendorf 20, Grabhügel | Oval, Nord-Süd orientiert, L. 16 m; Br. 13 m; H. 1,5 m. Kuppe abgeflacht, Rand abgesetzt.                                                                         | 28931410 | BW   |
| 53° 18′ 3″ N, 10° 26′ 15″ O  | Adendorf 22, Grabhügel | Oval, Nordnordwest-Südsüdost orientiert, L. 11,5 m; Br. 7 m; H. 0,8 m. In der Kuppe alte Eingrabung, West-Bereich abgetragen.                                     | 28931412 | BW   |
| 53° 18′ 6″ N, 10° 26′ 14″ O  | Adendorf 23, Grabhügel | Fast rund, Dm. 18 m; H. 1,5 m. In der Kuppe eine Mulde nordwestlich der Mitte (5 × 3 m, T. 0,4 m). Rand abgesetzt.                                                | 28931414 | BW   |

### Adendorf 24
ID:28931531
Ca. 1,5 km ostnordöstlich von Adendorf, an der Gemarkungsgrenze zu Scharnebeck liegt eine Gruppe von insgesamt acht Grabhügeln, davon befinden sich vier in der Gemarkung Adendorf (FStNr. 24–27) und vier in der Gemarkung Scharnebeck (FStNr. 43–46). Die Hügel sind rund oder fast rund, Dm. 7,5 m – 19 m; H. 0,4–1,5 m.

| Lage                         | Bezeichnung | Beschreibung | ID       | Bild |
| ---------------------------- | ----------- | --- | -------- | ---- |
| 53° 17′ 42″ N, 10° 28′ 6″ O  | Adendorf 24 | Fast rund, Dm. 18 m; H. 1,2 m. Rand abgesetzt, Kuppe abgeflacht. Von flachen Pflanzfurchen überzogen.                                                               | 28931416 | BW   |
| 53° 17′ 43″ N, 10° 28′ 5″ O  | Adendorf 25 | Fast rund, Dm. 19 m; H. 1,5 m. Von flachen Pflanzfurchen überzogen, Rand schwach abgesetzt und Kuppe abgeflacht. Im Süd-Bereich ein Ost-West orientierter Waldpfad. | 28931418 | BW   |
| 53° 17′ 44″ N, 10° 28′ 5″ O  | Adendorf 26 | Fast rund, Dm. 15 m; H. im Norden 1,1 m; H. im Süden 0,6 m. Kuppe abgeflacht, Rand schwach abgesetzt.                                                               | 28931420 | BW   |
| 53° 17′ 45″ N, 10° 27′ 59″ O | Adendorf 27 | Fast rund, Dm. 18 m; H. 1,1 m. In der Kuppe eine Ost-West orientierte Mulde. L. 6 m; Br. 4 m; T. 0,4 m. Rand schwach abgesetzt. Waldweg in Ost-West Richtung.       | 28931422 | BW   |

## Erbstorf
| Lage                         | Bezeichnung                       | Beschreibung | ID       | Bild                                                                                            |
| ---------------------------- | --------------------------------- | --- | -------- | ----------------------------------------------------------------------------------------------- |
| 53° 15′ 39″ N, 10° 29′ 15″ O | Erbstorf 10, Grabhügel            | Fast rund, Dm. 10, m; H. 0,6 m. Östlich der Mitte Eingrabung. | 28930442 | BW                                                                                              |
| 53° 16′ 16″ N, 10° 29′ 11″ O | Erbstorf 11, Grabhügel            | Fast rund, Dm. 12 m; H. 0,3 m. Rand auslaufend, der Nord-Bereich durch Pfad abgeflacht. | 28930444 | BW                                                                                              |
| 53° 15′ 24″ N, 10° 29′ 2″ O  | Erbstorf 12, Grabhügel            | Fast rund, Dm. 17 m; H. 1 m. Kuppe abgeflacht, in der Kuppe ein Schützenloch (3 × 2 m; T. 0,6 m). | 28930446 | BW                                                                                              |
| 53° 15′ 22″ N, 10° 29′ 8″ O  | Erbstorf 13, Erbstorfer Landwehr  | Die Landwehr besteht aus einem durchgehenden Landwehrgraben, der über einen Großteil der Strecke auf der Nordseite von einem Wall begleitet wird. Teilweise auf der Südseite des Grabens ein flacher Wall.                                                                            | 28935624 | BW                                                                                              |
| 53° 15′ 18″ N, 10° 29′ 22″ O | Erbstorf 13, Landwehr [Teilstück] | | 35618171 | [[Vorlage:Bilderwunsch/code!/C:53.25511,10.489326!/D:Erbstorf 13, Landwehr [Teilstück]!/\|BW]]  |
| 53° 15′ 15″ N, 10° 29′ 45″ O | Erbstorf 13, Landwehr [Teilstück] | | 50169475 | [[Vorlage:Bilderwunsch/code!/C:53.254279,10.495971!/D:Erbstorf 13, Landwehr [Teilstück]!/\|BW]] |
| 53° 15′ 16″ N, 10° 29′ 52″ O | Erbstorf 14, Befestigung          | Annähernd fünfeckige Fläche von ca. 80 × 60 m wird im Süden von der Landwehr begrenzt und an den übrigen Seiten von einem bis 70 cm hohen Wall mit außen vorgelagertem Graben eingefasst. Der Wall weist verschiedene Beschädigungen und Unterbrechungen auf, besonders im Nordosten. | 28935622 | BW                                                                                              |